# П'ятковське сільське поселення
П'ятко́вське сільське поселення (рос. Пятковское сельское поселение) — муніципальне утворення у складі Упоровського району Тюменської області, Росія.
Адміністративний центр — село П'ятково.

## Населення
Населення — 1443 особи (2020; 1474 у 2018, 1545 у 2010, 1649 у 2002).

## Склад
До складу поселення входять такі населені пункти:
| Населений пункт | Населення, осіб (2002) | Населення, осіб (2010) |
| --------------- | ---------------------- | ---------------------- |
| Кисельово, село | 281                    | 252                    |
| П'ятково, село  | 1368                   | 1293                   |